# Calliostoma jeanneae
Calliostoma jeanneae is een slakkensoort uit de familie van de Calliostomatidae. De wetenschappelijke naam van de soort is voor het eerst geldig gepubliceerd in 1960 door Clench & Turner.